# هکنبی
هکنبی (به انگلیسی: Haconby) یک روستا در بریتانیا است که در Haconby واقع شده‌است. هکنبی ۴۴۸ نفر جمعیت دارد.